# ازدواج همجنس در ورمانت

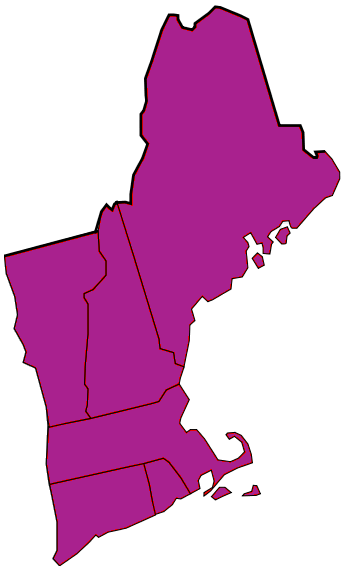
ازدواج همجنس در ورمانت

ازدواج همجنس‌گرایان در ورمانت در یک سپتامبر ۲۰۰۹ آغاز گشت. ورمانت اولین ایالت آمریکا بود که اتحاد مدنی (در سال ۲۰۰۰) را برای همجنس‌گرایان قانونی کرد و سومین ایالت بعد از ماساچوست و کالیفرنیا بود که ازدواج را قانونی کرد.